# 姚鍾璜
姚鍾璜，廣西省潯州府桂平縣人，清朝政治人物、同進士出身。
光緒十六年（1890年），参加光緒庚寅科殿試，登進士三甲178名。光緒十八年五月，著交吏部掣签分发各省，以知县即用，任廣東長樂縣（今五华县）知縣、河源縣知縣。